# 布萊克克里克鎮區 (北卡羅萊納州威爾遜縣)
布萊克克里克鎮區（英語：Black Creek Township）是位於美國北卡羅萊納州威爾遜縣的一個鎮區。

## 地方資料
布萊克克里克鎮區的面積為98.93平方千米，皆為陸地。根據2020年美國人口普查的數據，當地共有人口4198人，而人口密度為每平方千米42.43人。